# Equity Story
Der aus dem angelsächsischen stammende Begriff der Equity Story bezeichnet das Argumentationskonzept, mit dem bei Kapitalmarktteilnehmern für eine Eigenkapitalinvestition geworben wird; sie ist somit hauptsächlich an Investoren und Analysten adressiert. Der Begriff findet überwiegend Verwendung im Rahmen von einem Börsengang, und zunehmend aber auch in der allgemeineren Kommunikation mit Investoren.

## Inhalt
Die Equity Story besteht aus der zusammenfassenden Darstellung eines Unternehmens. Die Equity Story formuliert dabei die Schlüsselkompetenzen, Erfolgsfaktoren und Perspektiven des Unternehmens. Die Darstellung der Erfolgsgeschichte des Unternehmens, die von der Vergangenheit in die Zukunft projiziert werden soll, ist für Unternehmen wichtig, da das Interesse von Investoren geweckt werden muss, um so eine Nachfrage für dieses zu generieren. Besonders beleuchtet werden dabei die Strategie, Ertragskraft, Vision, Philosophie und Kultur des Unternehmens. Diese Informationen dienen potenziellen Investoren dazu, das Unternehmen eigenständig zu beurteilen.